# Sven Ulreich
Sven Ulreich (* 3. srpna 1988 Schorndorf) je německý profesionální fotbalový brankář, který chytá za německý klub FC Bayern Mnichov.

## Klubová kariéra
S profesionálním fotbalem začal v klubu VfB Stuttgart. V létě 2015 přestoupil do týmu FC Bayern Mnichov, německého šampiona ze sezóny 2014/15.

## Reprezentační kariéra
Reprezentoval Německo v mládežnických kategoriích U16, U19 a U21.